# تشارلز أ. غودريش
تشارلز أ. غودريش (بالإنجليزية: Charles A. Goodrich)‏ هو كاتب أمريكي، ولد في 1790، وتوفي في 1862.